# Ceuthomantis smaragdinus
Ceuthomantis smaragdinus é uma espécie de anfíbio anuro da família Ceuthomantidae. Está presente na Guiana. A UICN classificou-a como pouco preocupante.